# Eucalyptus leptophylla
Eucalyptus leptophylla är en myrtenväxtart som beskrevs av Ferdinand von Mueller och Friedrich Anton Wilhelm Miquel. Eucalyptus leptophylla ingår i släktet Eucalyptus och familjen myrtenväxter. Inga underarter finns listade i Catalogue of Life.